# Mon alliée (The Best in Me)
«The Best In Me» (с англ. — «Лучшее во мне») — песня французского исполнителя Тома Лееба, представляющая страну на конкурсе песни Евровидение 2020. Сингл был издан в формате цифровой дистрибуции 16 февраля 2020 года звукозаписывающим лейблом Roy Music.
Песня будет представлять Францию на конкурсе песни Евровидение 2020; отбор исполнителя был проведён телеканалом France 2. Авторами текста песни стали Амир Хаддад, Джон Лундвик, Том Либ и Леа Иванн, авторами музыки — Томас Г:сон и Питер Бострём. Также, как и в 2016 и 2017 годах, текст песни написан на французском и английском языках. Песню для конкурса выбирали несколько созданных телевещателем комиссий; песня была выбрана большинством голосов, среди критериев отбора значились универсальность, эмоциональность и способность заставить слушателей сопереживать. Дебютное исполнение песни состоялось 16 февраля 2020 года.

## Список композиций
| №  | Название         | Длительность |
| -- | ---------------- | ------------ |
| 1. | «The Best in Me» | 3:00         |

## Хронология издания
| Территория | Дата            | Формат                        | Лейбл     | Ссылка |
| ---------- | --------------- | ----------------------------- | --------- | ------ |
| Мир        | 16 Февраля 2020 | цифровое скачивание, стриминг | Roy Music | [ 1 ]  |